# Dom Książki w Poznaniu
Dom Książki – modernistyczny budynek handlowy zlokalizowany w centrum Poznania, przy ul. Gwarnej 13.

## Historia
Żelbetowy obiekt (7 kondygnacji) o konstrukcji szkieletowej oddano do użytku w 1975. Projektantami byli Bogdan Bednarek i Zygmunt Łomski. W elewacji dominują podziały poziome (sześć pasm okiennych). Według Piotra Marciniaka spokojna architektura obiektu doskonale zamyka perspektywę ulicy 27 Grudnia, a układ i tektonika budynku są spóźnioną reminiscencją dokonań Le Corbusiera (gmach Porte Molitor w Paryżu). Z klasycznych założeń tego architekta zrealizowano np. postulat wolnego parteru - umieszczono tu cofnięty w stosunku do ulicy, przeszklony pawilon księgarski, a po obu jego stronach pozostawiono obszerne prześwity zapraszające na podwórze. Elewację obłożono płytkami ceramicznymi wysokiej jakości. Aleksandra Robakowska i Jarosław Trybuś uważają, że mimo dobrego światowego poziomu tej architektury była to realizacja nieco wsteczna w stosunku do zachodnich trendów połowy lat 70. XX wieku. Stanowiła natomiast ważny łącznik pomiędzy polską przedwojenną awangardą a dokonaniami późnego modernizmu. 
Po otwarciu poznański Dom Książki był jedną z najnowocześniejszych księgarń w kraju.
Obecnie (2023) właścicielem obiektu jest przedsiębiorstwo deweloperskie „Constructa Plus”, które odtworzyło m.in. kamienicę „Żelazko” w Poznaniu. Na 2024 zaplanowana jest rewitalizacja budynku, którą przygotowała pracownia Piotra Marciniaka. Na sześciu kondygnacjach planuje się utworzenie 36 mieszkań, księgarni, przestrzeni wspólnej oraz zieleńca na dziedzińcu.

## Sąsiedztwo
Z obiektem sąsiadują: Okrąglak, Domar, Domy Towarowe Alfa i Hotel Lech.